# Спектер, Арлен
Арлен Спектер (англ. Arlen Specter; 12 февраля 1930, Уичито — 14 октября 2012, Филадельфия) — американский юрист, политический деятель. Сенатор США от штата Пенсильвания (1981—2011).

## Биография
Еврей. Родители Арлена иммигрировали в США из Российской империи в 1911 году.
Окончил Пенсильванский университет (1951) и получил степень в области права на юридическом факультете Йельского университета (1956).
Занимался юридической практикой в Филадельфии. В 1963—1964 годах — член «Комиссии Уоррена» о расследовании обстоятельств убийства Президента Кеннеди. В 1965 году был избран прокурором Филадельфии. Проиграл на выборах мэра Филадельфии в 1967 году, проиграл на выборах в Сенат США в 1976 году и на выборах губернатора Пенсильвании в 1978 году.
Избирался в Сенат США в 1980, 1986, 1992, 1998, 2004 годах.
Весной 2009 года сменил партийность с Республиканской на Демократическую (интересно, что партийность он изменил во второй раз: в 1965 году он из демократа превратился в республиканца).